# Talaromyces spectabilis
Talaromyces spectabilis är en svampart som beskrevs av Udagawa & Shoji Suzuki 1994. Talaromyces spectabilis ingår i släktet Talaromyces och familjen Trichocomaceae.   Inga underarter finns listade i Catalogue of Life.